# Frank Henenlotter

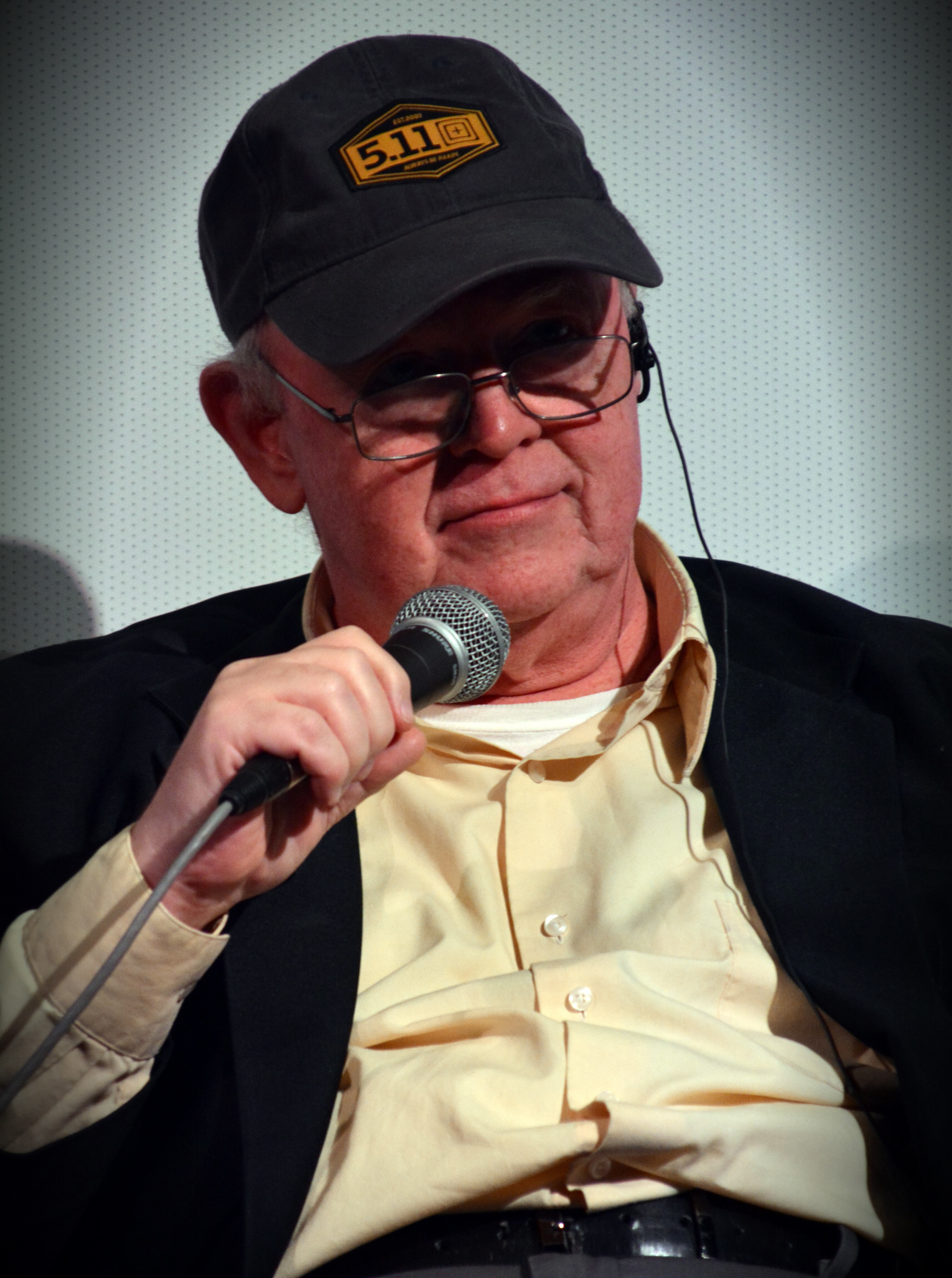
Frank Henenlotter

Frank Henenlotter (* 1950 in New York City, New York) ist ein Filmregisseur von B-Movies und Kritiker, Filmtheoretiker und Werbefachmann.

## Wirken
Frank Henenlotter setzte sich bereits in frühen Jahren mit dem Thema Film auseinander. Sein Filmdebüt schuf er mit dem Kult-Horrorfilm Basket Case (1982), zu dem er, wie auch bei all seinen weiteren Filmen, das Drehbuch selbst schrieb. Obwohl der Film an den Kinokassen floppte, erwarb er sich durch die Veröffentlichung auf Videokassette einen gewissen Kultstatus. Nach diesem Film drehte Henenlotter neben zwei Fortsetzungen noch die Filme Elmer und Frankenhooker. Nachdem er 1991 nach Basket Case 3 – Die Brut mit dem Filmen aufgehört und als Filmkritiker, -theoretiker und Werbefachmann sein Geld verdient hatte, erschien 2008 Bad Biology. Zwischenzeitlich war er bei dem Label Something Weird tätig, bei dem er alte obskure Low-Budget-Filme ausgrub und neu veröffentlichte. 2010 entstand mit Herschell Gordon Lewis: The Godfather of Gore seine Dokumentation über den Regisseur Herschell Gordon Lewis, dem Begründer des Splatter- und Gore-Genres.

## Filmografie (Auswahl)
Regie
- 1982: Basket Case – Der unheimliche Zwilling (Basket Case, auch Darsteller)
- 1988: Elmer (Brain Damage)
- 1990: Frankenhooker
- 1990: Basket Case 2
- 1991: Basket Case 3 – Die Brut
- 2008: Bad Biology
- 2010: Herschell Gordon Lewis: The Godfather of Gore

Darsteller
- 2000: Mau Mau Sex Sex
- 2015: Eaten Alive! The Rise and Fall of the Italian Cannibal Film